# Geum triflorum
Espèce
La benoîte à trois fleurs ou benoite à trois fleurs (Geum triflorum) est une espèce de plantes à fleurs de la famille des Rosaceae.
C'est une plante herbacée vivace originaire de la région des grandes plaines d'Amérique du Nord (Dakota du Nord principalement). Pour cette raison, elle est peut-être plus souvent appelée de son nom anglais, Prairie smoke avens.